# Edith Jacobson
Edith Jacobson (Haynau, 10 settembre 1897 – Rochester, 8 dicembre 1982) è stata una psicoanalista statunitense di origini tedesche.
La sua esperienza si arricchì attraverso l'analisi effettuata su di lei da Abraham a Berlino.
Imprigionata dalle autorità del regime nazista, nel 1941 fuggì negli Stati Uniti, dove poté esercitare la sua professione. È conosciuta per i suoi lavori sul sé e sulla depressione; nel 1964 infatti scrisse Il sé e il mondo oggettuale.
La Jacobson dà un'importante definizione d'identità, vista come consapevolezza di sé o sentimento di sé. Studia infatti l'ontogenesi della crescita dell'infante dividendo i primi anni di vita in alcune fasi:
1. Fase dell'indifferenziazione, caratterizzata dal narcisismo primario in cui il sé è "psicofisiologico indifferenziato". I processi fisiologici sono indipendenti da stimolazioni sensoriali esterne.
2. Fase delle risposte a pulsioni esterne, in cui s'inizia una differenziazione tra libido e aggressività. Sono presenti fantasie di fusione e di frustrazione.
3. Fase della separazione-individuazione, in cui si ha un'iniziale immagine di sé.
4. Fase della costanza dell'oggetto, durante il quarto e quinto anno di vita.
5. Fase di latenza.
6. Adolescenza.